# Eustachio Fasano
Eustachio Fasano (Matera, 1837 – Matera, 1862) è stato un brigante italiano.

## Biografia
Salnitraio (illegalmente), bracciante e poi brigante, fu tra i fautori dell'eccidio Gattini, per il quale fu incarcerato a Matera. L'eccidio del conte Francesco Gattini e del francese Francesco Laurent, suo segretario ed organista del Duomo di Matera, avvenuto l'8 agosto 1860 a Matera, fu un episodio precursore del brigantaggio postunitario. Il Fasano era tra i contadini che chiedevano la divisione delle terre demaniali di cui il conte ritardava l'assegnazione; questi prelevarono con la forza il possidente ed il segretario dal suo palazzo e li portarono nella piazza del Sedile di Matera, uccidendoli a colpi di falce su di una scalinata che guardava alla piazza, con l'accusa di essersi impossessati delle terre del demanio destinate alla popolazione.
Imprigionato e successivamente evaso dal carcere, si diede alla macchia formando una sua banda, raccogliendo altri ribelli (contadini materani renitenti alla leva, pastori, bovilani, legnaiuoli, disertori, in tutto una quindicina) ed operando sulle murge e nel materano tra la Rifeccia, Timmari, Miglionico, Montescaglioso e Pomarico. Fu però considerato poco affidabile, tanto che i "ribelli" di Grottole non fecero più affidamento su di lui per un'insurrezione programmata nell'aprile dell'anno successivo. Successivamente passò nella banda di Carmine Crocco. Con la sua banda sotto il comando di Crocco nel 1861, in uno scontro con una compagnia del 30° di Linea alla Rifeccia, ottennero un buon successo, con poche perdite ed una sola tra le sue file. Dopo questo periodo di brigantaggio, tra 1861 ed il 1862 fu catturato e giustiziato mediante fucilazione nei pressi della contrada Cappuccini a Matera.

### Arresto
dove "Sen viene" per "se ne viene" sta a significare, nella opinione del popolo, la fatuità dell'uomo che incappò molto scioccamente e con intenzioni quasi suicide, nella forza pubblica.
Il Fasano era ammogliato con prole al seguito e molto temuto in città per il suo girare armato di tutto punto, nessuno mai l'importunava, sin al punto da crearsi una fama popolare quasi leggendaria  attorno a lui, motivo per cui sin troppo sicuro tornava in città per la sua famiglia. La strofetta è attribuita a tale Antonio Battista, divenuto poi "massaro" (la figura del massaro sino alla riforma agraria è stata paragonabile nel Mezzogiorno, a quella del caporale nel caporalato) di un latifondista locale.
Arrestato dal tenente della Guardia Nazionale Giuseppe Padula e dal sergente Serafino Turi, fu rinchiuso nel carcere della città ch'era situato nella Piazza del Municipio, attuale Piazza del Sedile; ma di lì fuggì. Catturato poi da un nucleo della Guardia Nazionale, fu avviato senza regolare processo, alla zona dei Cappuccini per esservi fucilato quale "brigante"; ma poiché egli tentò di fuggire dinnanzi al plotone di esecuzione, costituito dalla Guardia Nazionale, gli fu sparato contro e fu poi ucciso dal comandante del plotone.
Si racconta ch'egli usasse portare sempre con sé una bandiera bianca (bianca era la bandiera borbonica), per la quale subì anche un processo.
Dalla lotta per le terre all'appoggio borbonico per i briganti del materano fu un passo naturale, infine che in città seppur nascosti, vi fossero alcuni gruppi di nostalgici borbonici nati a causa delle mancate promesse del nuovo regno nei loro confronti e che sostenessero e proteggessero (con tutti i loro limiti) i briganti figli della politica del nuovo regno. Lo si evince dalle lettere del Passarelli (possidente tutelato dal nuovo regno italiano) al fratello, in cui si lamenta sì delle bande di briganti ma soprattutto del mancato scovo di detti gruppi da parte dalle guardie nazionali.
Può essere considerato il primo brigante postunitario lucano ed italiano.

## Banda Fasano
Componenti della banda Fasano all'aprile del 1861:
- Acito Michele da Matera, armiere.
- Altieri Domenico da Grottole, legnaiuolo.
- Andrisano Donato Mattia da Matera, contadino.
- Carasiello Feliciano da Matera, armiere.
- De Angelis Michele da Matera, bovilaio.
- Fasano Eustachio da Matera, salnitraio.
- Festa Giuseppe da Matera, contadino.
- Losignore Giovanni da Matera, armiere.
- Mafaro Francesco Paolo da Matera, contadino.
- Maragno Gaetano da Matera, contadino.
- Martemucci Giuseppe da Matera, pastore.
- Montemurro Francesco Paolo da Matera, armiere.
- Tarasco Giuseppe da Matera, contadino.
- Tralli Eustachio da Matera, contadino.
- Tralli Vito da Matera, contadino.
- Venezia Giuseppe da Matera, contadino.